# Winkler von Mohrenfels

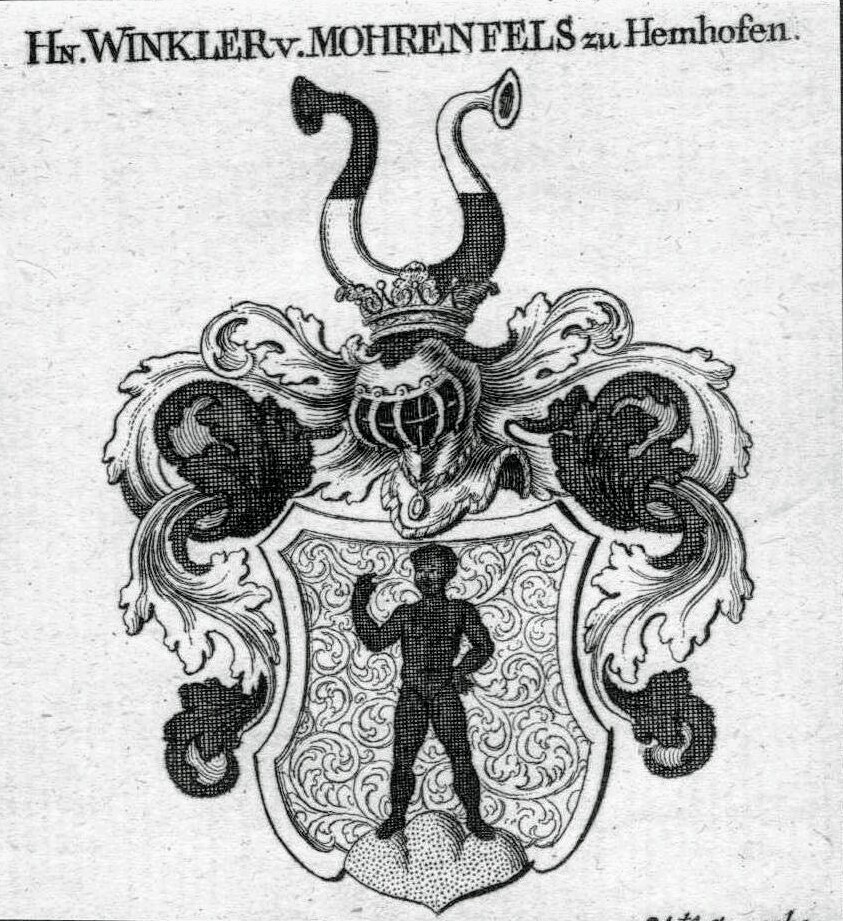
Wappen derer Winkler von Mohrenfels, Kupferstich von Konrad Tyroff

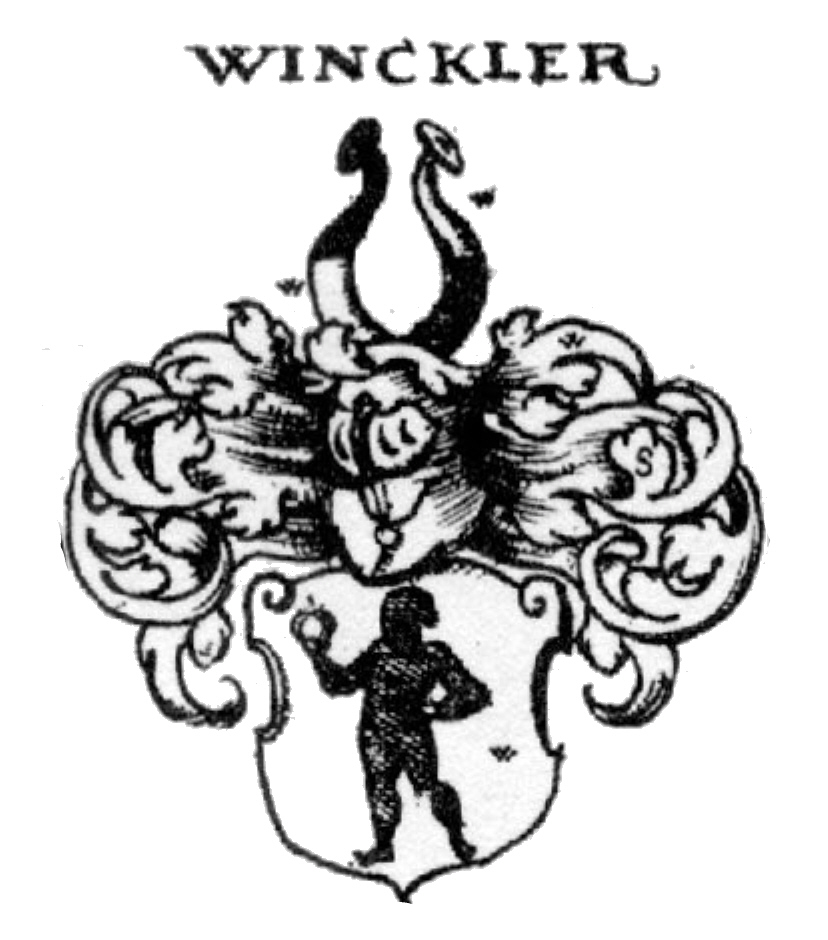
Wappen derer Winkler im Siebmacher von 1703

Die Winkler von Mohrenfels (auch Winckler) sind ein fränkisches Adelsgeschlecht, das 1709 in den Reichsadelsstand erhoben wurde.

## Geschichte
Die Herkunft der Winklers ist unklar. Sie sollen ursprünglich aus Nürnberg stammen und wurden laut Familienüberlieferung mit Ulrich Winkler 1156 erstmals urkundlich erwähnt. Bereits 1156 soll Ulrich Winkler den Edelmannshof bei Forchheim besessen haben. In Nürnberg hatten die Winkler ein Anwesen in der später nach ihnen benannten Winklerstraße. Sie besaßen Güter in Zeckern, Hemhofen (dort auch das gleichnamige Schloss), Buch und Uttenreuth. Das Reichs-Freye-Ritterguth Hemhofen erwarb die Familie Winkler von Mohrenfels 1722 von Freiherrn von Töstelberg. Sie vollendeten die barocke Schlossanlage bis zum Jahr 1724. 1799 erwarben sie das Schlösschen zu Wingersdorf.
1709 wurden die Winkler in den Reichsadelsstand erhoben und waren bis zu deren Auflösung im Jahre 1806 in den Ritterkantonen Altmühl und Steigerwald inkorporiert und immatrikuliert. Am 14. November 1812 wurden sie in die Adelsklasse des Königreichs Bayern immatrikuliert.

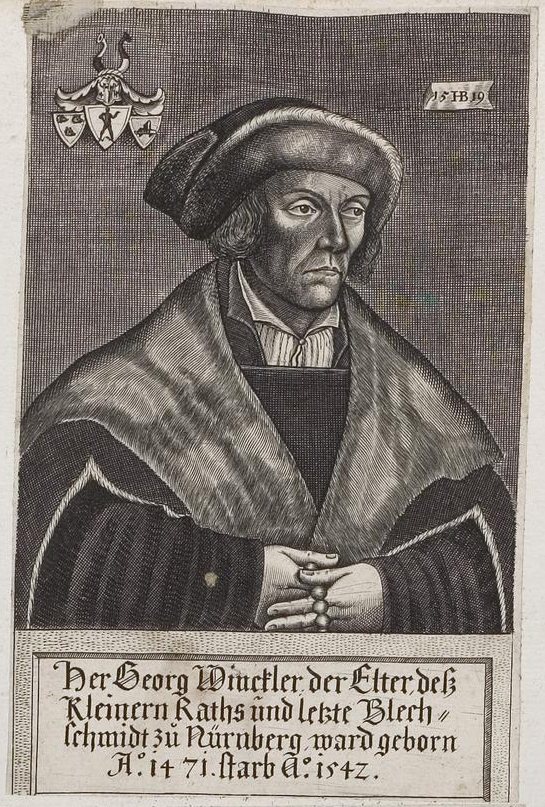
Georg Winckler der Ältere (1471–1542), Ratsherr im Inneren Rat zu Nürnberg

Die vermutete Zugehörigkeit zum Nürnberger Patriziat kann nicht nachgewiesen werden. Zumindest bestand Konnubium zum Nürnberger Patriziergeschlecht Holzschuher und dem Nürnberger Geschlecht Petz, ausweislich des Ehe-Allianzwappens auf dem Porträt von 1519 von Georg Winckler dem Älteren (1471–1542). Er war Ratsherr zu Nürnberg, der die Blechschmiede im Inneren Rat der Reichsstadt vertrat. Das Wappen der Nürnberger Patriziergeschlechter Tetzel bzw. Holzschuher ist auch als Ahnenwappen dargestellt in den Winkeln der Porträts von Hanns Winckler dem Älteren (1516–1593), Pfleger des Nürnberger Allgemeinen Almosenkastens, und von Hanns Winckler dem Jüngeren (1542–1603), Handelsherr zu Nürnberg. Auch war Wolff Christoph Winckler von Mohrenfels zu Hemhofen (1659–1727) mit einer geborenen Tucher von Simmelsdorf verheiratet, deren Töchter wiederum in verschiedene Familien des Nürnberger Patriziats einheirateten. Eine Winklertochter heiratete einen Sohn von Christoph Carl Kress von Kressenstein.

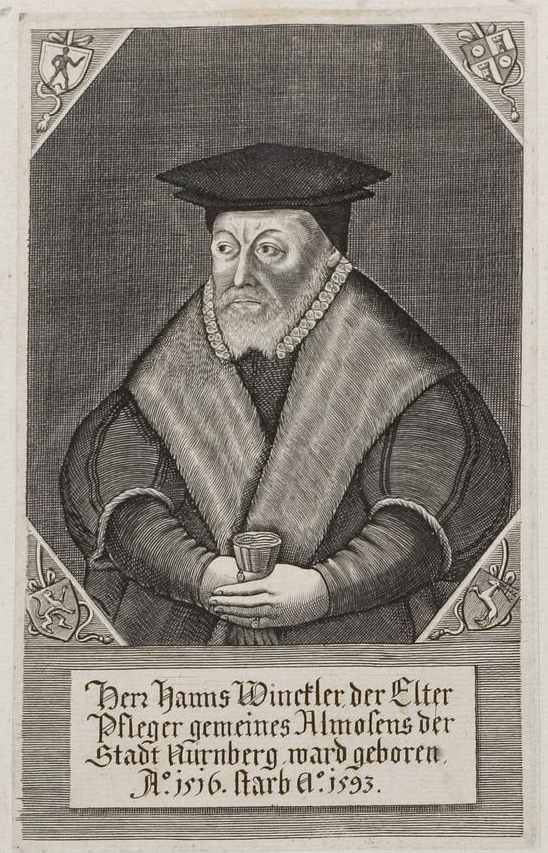
Hanns Winckler der Ältere
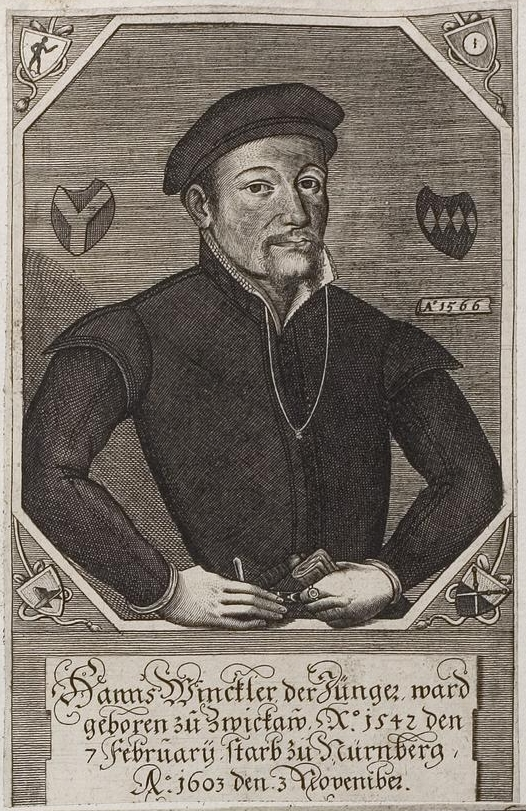
Hanns Winckler der Jüngere

## Besitzungen (Auszug)

Das Wappen von Hemhofen

- Seit 1722 das Schloss Hemhofen[3]

## Ehemalige Besitzungen (Auszug)
- 1708–1731 Uttenreuth
- ????–???? Zeckern
- 1799–???? Schloss in Wingersdorf
- ????–???? Anwesen in Nürnberg
- ????–???? Ein Anwesen in Weidenbach (Heute: Garten Gögelein)

## Persönlichkeiten
- Hanns Winckler der Ältere (1516–1593), Pfleger des Gemeinen Almosens zu Nürnberg
- Wolfgang (Wolff) Christoph Winckler (von Mohrenfels zu Hemhofen) (1659–1727), Kaiserlicher Wirklicher Rat, Kurmainzischer wie auch Hochfürstlich Bambergischer Geheimer Rat. Er wurde 1709 geadelt
- Georg Christoph Winckler (1711–?), Hochfürstlich Hessen-Darmstädtischer Regierungsrat und Kammerjunker, Hochfürstlich Brandenburg-Kulmbachischer Geheimer Rat und Oberamtmann zu Baiersdorf
- Joseph Karl Winkler von Mohrenfels (* 10. September 1761; † 7. Juni 1798), Kammerjunker und Dichter
- Karl Winkler von Mohrenfels (* 6. Januar 1849 in Cadolzburg; † 11. Mai 1906 in Buch bei Höchstadt an der Aisch), Major in der Bayerischen Armee, ⚭ 1873 Josephine Grad (* 1843)
- Ludwig Winkler von Mohrenfels (* 8. Dezember 1824 in Hemhofen; † 13. November 1906 in Hemhofen), Landgerichtspräsident[4], ⚭ 1852 Magdalene von Gohren (1828–1900)
- Ludwig Winkler von Mohrenfels, Dr. med. (* 18. Juni 1893 in Erlangen; † 13. Dezember 1963 in Forchheim), Sanitätsrat, Obermedizinalrat, Bezirksarzt, Oberstabsarzt, ⚭ 1919 Maria Kaeßler (* 18. März 1897 in Baiersdorf)
- Peter Winkler von Mohrenfels (1943–2024, Geburtsname: Görgens), Professor, Lehrstuhl für Bürgerliches Recht, Arbeitsrecht, Internationales Privatrecht und Vergleichende Rechtswissenschaft an der Universität Rostock

## Wappen

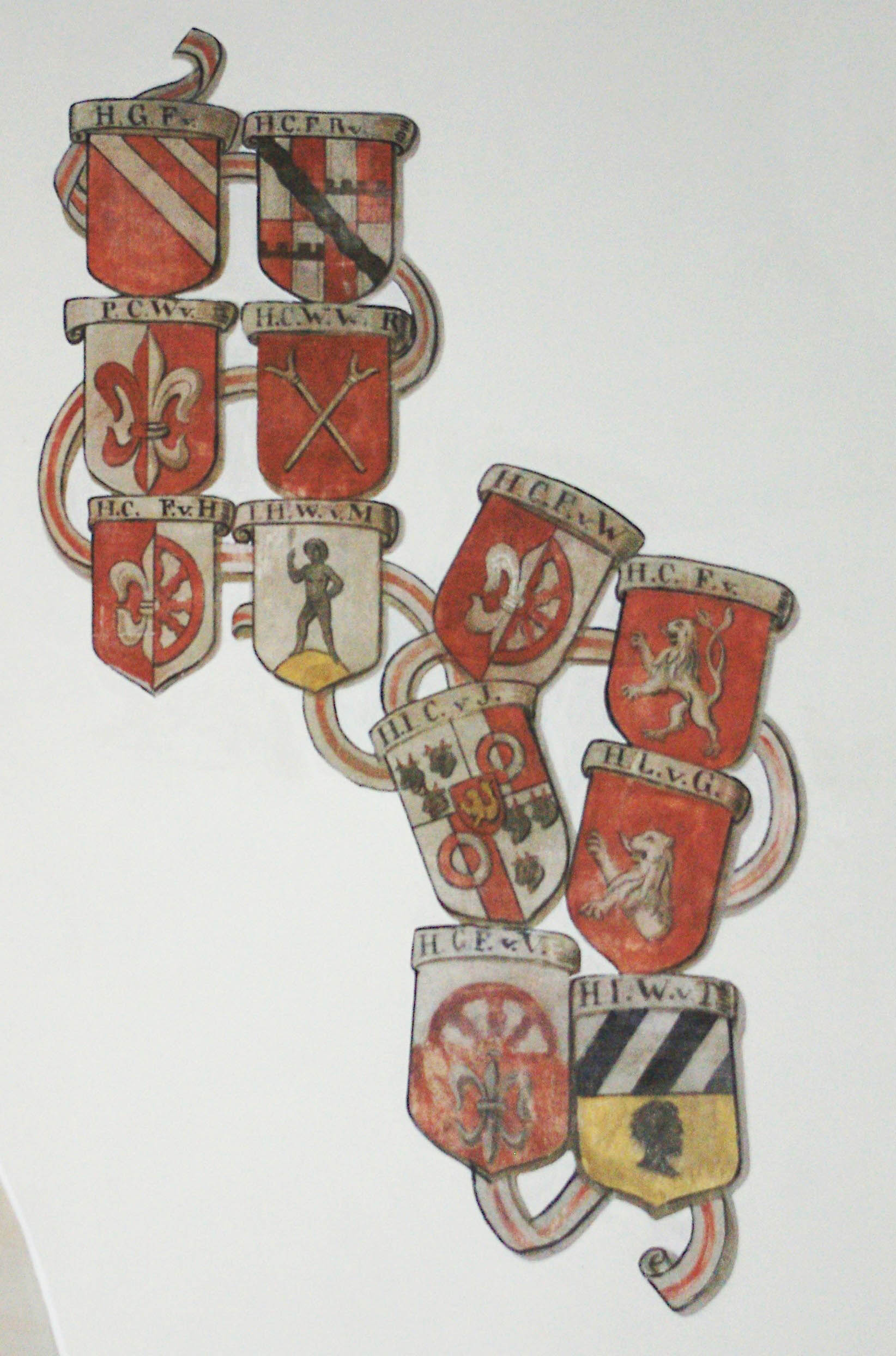
Wappen der Winkler von Mohrenfels in der Egidienkirche in Erlangen-Eltersdorf (linker Teil, rechts unten)

In Silber auf goldenem Dreiberg ein nackter Mohr, der mit Zeigefinger nach rechts weist. Auf dem gekrönten Helm mit schwarz-silbernen Decken zwei von Silber und Schwarz übergeteilte Hörner.

## Unveröffentlichte Quellen
- Privatarchiv im Staatsarchiv Bamberg